# Здание синематографа «Феномен»
Здание Синематографа Феномен или Кукольный Театр — первое синематографическое здание, построенное в 1910 г. в Баку. Здание было спроектировано Юзефом Плошко в стиле французского возрождения. В настоящее время в здании действует Азербайджанский Государственный Кукольный Театр.

## История
В начале XX века, новая архитектурная тема — строительство немого кино — была включена в планирование и строительство театров в Баку. Доступный по цене кинотеатр для всех, вскоре завоевывает доверие зрителей. Первое здание кинематографистов в Баку было построено в 1909—1910 гг. на новом бульваре по проекту инженера-строителя Юзефа Плошко. Строительство этого здания вызвало много споров. После утверждения проекта кинотеатра мэром в 1909 г. началось строительство нового здания. Однако городские власти заявили, что «нельзя допускать такое строительство на бульваре, предназначенном для прогулок и отдыха, портить красоту бульвара и создавать заторы, поэтому его следует снести». Здание построили в конце бульвара вместе со складами Общества «Кавказ и Меркурий», а в июне 1910 г. кинематограф начал работать под названием «Феномен» и вызвал споры. Несмотря на невозможности создания таких торговых предприятий на бульваре, строительство красивого здания кинотеатра в стиле французского возрождения талантливым архитектором Ю. Плошко, создало идею о том, что Общество «Кавказ и Меркурий» сосуществовало с уродливыми складами. «Феномен» был построен, когда новый бульвар еще не был озеленен. Бульвар, разделенный на клумбы и аллеи, художественно был не интересным, поэтому архитектура кинотеатра выглядела изящнее. На береговой линии преобладали мелкозернистые фасады. За исключением складов Общества «Кавказ и Меркурий», здание «Феномена» находилось в более выгодном положении, чем другие постройки в городе.

## Архитектурные особенности
Главный фасад смотрелся на берегу очень торжественно и потрясающе — покрытый крупной ионной штукатуркой, стоящий на высоком стилобате (основание для колонн) и завершенной периллой мансарды. Две башни расположенных по краям оживляли силуэт всего здания, в какой-то мере продолжая традиционные композиционные приемы архитектуры всех зданий города. Этот штрих служил индивидуальной архитектурной целостности городского строительства. Центральная часть главного фасада немного выступает, указывая на входные врата, ведущие к широко открытой лестнице с полукруглой аркой. Великолепие фасадной композиции еще больше усиливают скульптуры в угловых полостях стен. Синтез архитектуры и скульптуры Баку проявился в творчестве Я. Плошко, который позже несколько раз возвращался к этой теме. Его работа ограничилась лаконичным решением без активного участия скульптуры в архитектурной композиции здания. Фасады галереи «Феномена», рассчитанные на зрителей, также красиво оформлены в классическом стиле. Создание застекленных галерей и расположение в них ресторана, несомненно, нарушили торжественный монументальный характер здания и ослабили его архитектурную гармонию. Во время открытия кинотеатра, администрация широко рекламировала технические и архитектурные достоинства нового кинотеатра на бульваре, говоря, что зал просторный и элегантный, используется новейшая система вентиляции и специальный озонатор — воздух поступал в зал через озонаторы, охлаждая каналы и фильтры.

## Дальнейшее использование здания
В 1921 г. по проекту инженера-строителя Зивербека Ахмедбекова здание «Феномена» прошло капитальную реконструкцию становясь рабочим театром «Сатирагит». Позже, до 1932 года, здесь действовали Бакинский Турецкий Рабочий Театр и Театр Музыкальной Комедии. В 1941—1945 гг. здесь работал кинотеатр «Мудафия», а после войны — Азербайджанский Сельскохозяйственный Музей. После создания Сельскохозяйственного Музея, 4 статуи перед зданием, воздвигнутым Плошко, были сняты и заменены статуями пастуха и молочника. Азербайджанский Государственный Кукольный Театр действует в здании с 1970 года. При реконструкции сооружении в 80-е годы, статуи были отреставрированы, однако после капитального ремонта в 2007 г. статуи перед зданием были сняты.

## Фотогалерея

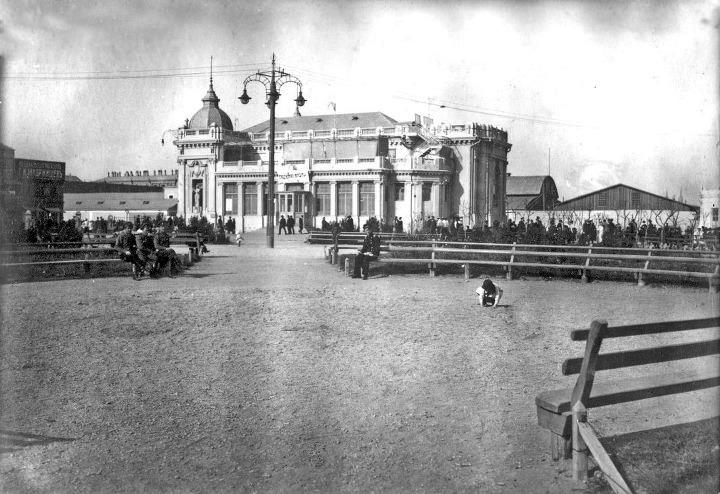
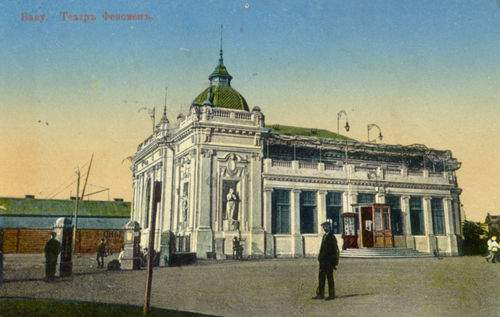
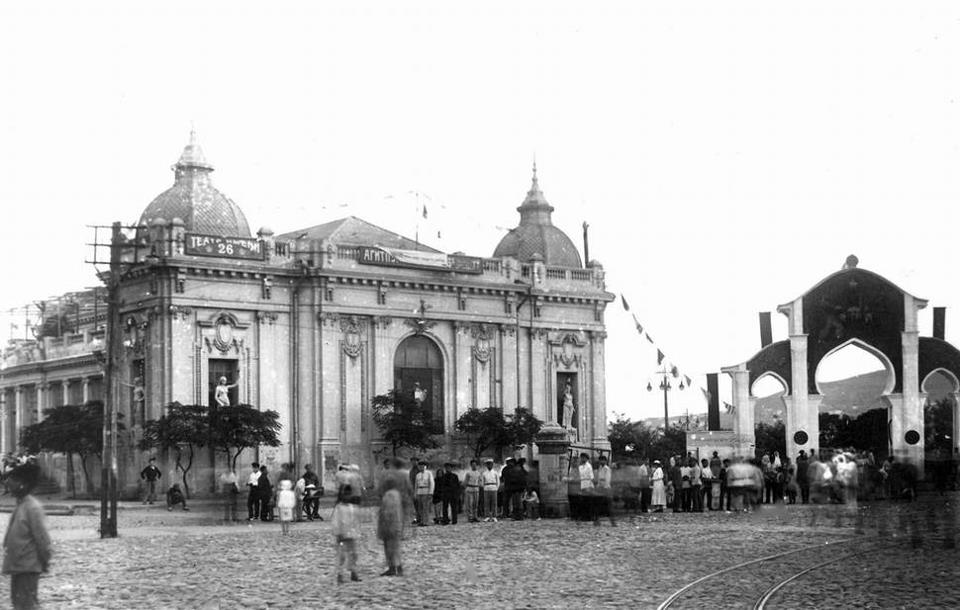
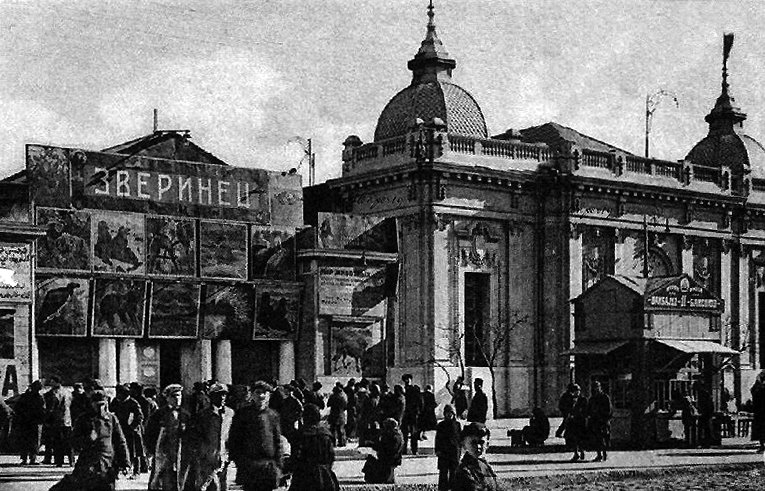
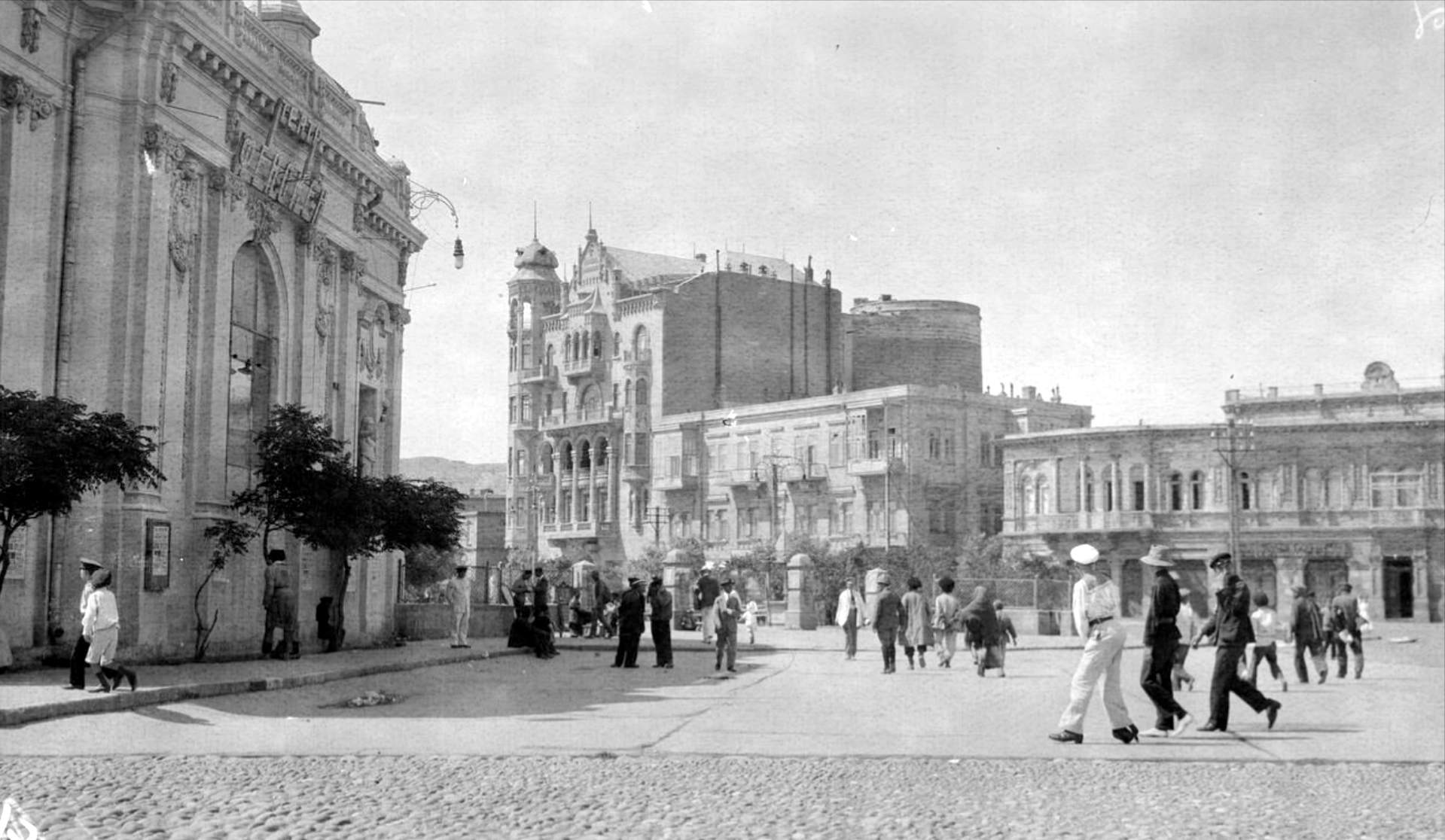

## Внешние ссылки
- Кинотеатр Феномен (Кукольный Театр) в Баку на фильме с дрона.